# Фрабоза Сотана
Фрабо̀за Сота̀на (на италиански: Frabosa Sottana; на пиемонтски: Frabosa Dsota, Фрабоза Дъсота, на окситански: Frabousa Sottana, Фрабоуза Сотана) е село и община в Северна Италия, провинция Кунео, регион Пиемонт. Разположено е на 641 m надморска височина. Населението на общината е 1605 души (към 2010 г.).